# Clumsy (album Our Lady Peace)
Clumsy è il secondo album discografico in studio del gruppo rock canadese Our Lady Peace, pubblicato nel 1997.

## Tracce
Testi e musiche di Raine Maida e Arnold Lanni tranne dove indicato.
1. Superman's Dead – 4:16
2. Automatic Flowers – 4:05
3. Carnival (Raine Maida, Lanni, Mike Turner, Jeremy Taggart) – 4:48
4. Big Dumb Rocket – 4:23
5. 4am – 4:17
6. Shaking (Maida, Lanni, Turner, Taggart) – 3:37
7. Clumsy – 4:29
8. Hello Oskar – 3:03
9. Let You Down (Maida, Lanni, Turner) – 3:53
10. The Story of 100 Aisles (Maida, Lanni, Turner) – 3:45
11. Car Crash (Maida, Lanni, Turner, Taggart) – 5:07

## Formazione
- Raine Maida - voce, chitarra acustica, piano
- Duncan Coutts - basso
- Jeremy Taggart - batteria, percussioni
- Mike Turner - chitarra elettrica